# Iurii Utkin
Iurii Utkin, né le 3 août 1990, est un biathlète et fondeur handisport ukrainien.

## Palmarès

### Ski de fond
| Épreuve / Édition   | 1 km | 5 km (short) | 10 km (middle) - style libre | 20 km (long) | Relais 1x3.75 km/4 km + 2x5 km | Relais open 4x2,5 km |
| ------------------- | ---- | ------------ | ---------------------------- | ------------ | ------------------------------ | -------------------- |
| JP 2010 Vancouver   | 12e  |              | 8e                           |              |                                |                      |
| JP 2014 Sotchi      |      |              | 11e                          | 7e           |                                | Argent               |
| JP 2018 Pyeongchang | 12e  |              |                              |              |                                | Or                   |

### Biathlon
| Épreuve / Édition   | 3 km (poursuite) | 7,5 km (sprint) | 12,5 km | 15 km |
| ------------------- | ---------------- | --------------- | ------- | ----- |
| JP 2010 Vancouver   | 9e               |                 | 9e      |       |
| JP 2014 Sotchi      |                  | 4e              | 4e      | 5e    |
| JP 2018 Pyeongchang |                  | 5e              | Bronze  | 4e    |